# Pseudothespis meghalayensis
Pseudothespis meghalayensis är en bönsyrseart som beskrevs av Mukherjee 1995. Pseudothespis meghalayensis ingår i släktet Pseudothespis och familjen Thespidae. Inga underarter finns listade i Catalogue of Life.